# Lijst van rijksmonumenten in Doorn
De plaats Doorn telt 86 inschrijvingen in het rijksmonumentenregister. Hieronder een overzicht.
| Object | Oorspronkelijke functie?  | Bouwjaar                    | Architect                        | Locatie                      | Coördinaten?                 | Nr.?   | Afbeelding                                      |
| --- | ------------------------- | --------------------------- | -------------------------------- | ---------------------------- | ---------------------------- | ------ | ----------------------------------------------- |
| Laag klein landhuis met rieten dak gedekt, gepleisterd, ramen tot op de grond reikend. Dienstwoning van "Zonheuvel" | Woonhuis                  | midden 19e eeuw             |                                  | Amersfoortseweg 102A         | 52° 2' 59" NB, 5° 21' 2" OL  | 13261  | Meer afbeeldingen                               |
| Villa, gepleisterd, gedekt met gebroken zadeldak. De tamelijk gesloten gaaf bewaarde gevel voorzien van rondbogige deur- en vensterkozijnen op de beganegrond en enige versiering in eclectische trant                                                                                            | Woonhuis                  | ca. 1860/1870               |                                  | Dorpsstraat 75               | 52° 2' 1" NB, 5° 20' 55" OL  | 13263  | Meer afbeeldingen                               |
| Grote gepleisterde villa waarvan de door lisenen geflankeerde middentravee op beganegrond en verdieping van inspringende loggia's is voorzien, waarbij de rondboog van de laatste door het achterliggende venster wordt herhaald. Zware vensteromlijstingen en versieringen in eclectische trant. | Woonhuis                  | ca. 1860/1870               |                                  | Dorpsstraat 77               | 52° 2' 2" NB, 5° 20' 56" OL  | 13264  | Meer afbeeldingen                               |
| Vierkante gepleisterde villa, de tamelijke strenge, spaarzaam in eclectische trant versierde gevels voorzien van middenrisalieten | Woonhuis                  | 1860/1870                   |                                  | Dorpsstraat 81               | 52° 2' 2" NB, 5° 20' 59" OL  | 13265  | Meer afbeeldingen                               |
| Doornveld | Kasteel, buitenplaats     | ca. 1860                    |                                  | Driebergsestraatweg 27       | 52° 2' 15" NB, 5° 18' 51" OL | 13267  | Meer afbeeldingen                               |
| Nederlands Hervormde Kerk, Maartenskerk | Kerk en kerkonderdeel     | 1200 (ingebruikname)        | Wentink, J.C. (uitbreiding 1924) | Kerkplein 2                  | 52° 1' 59" NB, 5° 20' 42" OL | 13271  | Meer afbeeldingen                               |
| Landgoed Schoonoord | Kasteel, buitenplaats     | 1862                        |                                  | Postweg 18                   | 52° 1' 52" NB, 5° 21' 8" OL  | 13274  | Meer afbeeldingen                               |
| Grafheuvel | Archeologisch monument    | neolithicum en/of bronstijd |                                  |                              | 52° 2' 42" NB, 5° 20' 50" OL | 45568  | Upload foto                                     |
| Huis Doorn: hoofdgebouw met voorplein en boogbrug | Kasteel, buitenplaats     | 800                         |                                  | Langbroekerweg 10            | 52° 1' 53" NB, 5° 20' 20" OL | 506961 | Meer afbeeldingen                               |
| Huis Doorn: tuin- en parkaanleg | Tuin, park en plantsoen   | 1790-1875                   |                                  | Langbroekerweg bij 10        | 52° 1' 50" NB, 5° 20' 22" OL | 506963 | Meer afbeeldingen                               |
| Huis Doorn: oranjerie | Tuin, park en plantsoen   | 18e eeuw, en 1836           |                                  | Langbroekerweg 16            | 52° 1' 54" NB, 5° 20' 24" OL | 506964 | Meer afbeeldingen                               |
| Huis Doorn: koetshuis | Bijgebouwen kastelen enz. | 1838                        |                                  | Langbroekerweg 14            | 52° 1' 55" NB, 5° 20' 25" OL | 506965 | Meer afbeeldingen                               |
| Huis Doorn: garage met klokkentoren | Bijgebouwen kastelen enz. | 1928                        |                                  | Langbroekerweg bij 10        | 52° 1' 57" NB, 5° 20' 28" OL | 506966 | Meer afbeeldingen                               |
| Huis Doorn: poortgebouw | Bijgebouwen kastelen enz. | 1921                        |                                  | Langbroekerweg 2A            | 52° 1' 51" NB, 5° 20' 40" OL | 506967 | Meer afbeeldingen                               |
| Huis Doorn: fietsenstalling | Bijgebouwen kastelen enz. | 1921                        |                                  | Langbroekerweg bij 10        | 52° 1' 50" NB, 5° 20' 39" OL | 506968 | Meer afbeeldingen                               |
| Huis Doorn: kapel | Bijgebouwen kastelen enz. | omstreeks 1815-1830         |                                  | Langbroekerweg bij 10        | 52° 1' 53" NB, 5° 20' 38" OL | 506969 | Meer afbeeldingen                               |
| Huis Doorn: houten prieeltje | Tuin, park en plantsoen   | 1900-1950                   |                                  | Langbroekerweg bij 10        | 52° 1' 55" NB, 5° 20' 34" OL | 506970 | Meer afbeeldingen                               |
| Huis Doorn: duiventil | Tuin, park en plantsoen   | 1840-1874                   |                                  | Langbroekerweg bij 10        | 52° 1' 49" NB, 5° 20' 31" OL | 506971 | Meer afbeeldingen                               |
| Huis Doorn: mausoleum | Bijgebouwen kastelen enz. | 1941                        |                                  | Langbroekerweg bij 10        | 52° 1' 58" NB, 5° 20' 20" OL | 506972 | Meer afbeeldingen                               |
| Huis Doorn: toegangshek en tuinmuur | Tuin, park en plantsoen   | 1800-1920                   |                                  | Langbroekerweg bij 10        | 52° 1' 59" NB, 5° 20' 37" OL | 506973 | Meer afbeeldingen                               |
| Campanella | Bijgebouwen kastelen enz. | omstreeks 1800              |                                  | Molenweg 7                   | 52° 1' 58" NB, 5° 20' 13" OL | 506975 | Meer afbeeldingen                               |
| Huis Doorn: toegangshek kasteeleiland | Erfscheiding              | 1750-1800                   |                                  | Langbroekerweg bij 10        | 52° 1' 53" NB, 5° 20' 22" OL | 506977 | Meer afbeeldingen                               |
| Huis Doorn: toegangshek bij poortgebouw | Erfscheiding              | 1921                        |                                  | Langbroekerweg 2A            | 52° 1' 51" NB, 5° 20' 42" OL | 508085 | Meer afbeeldingen                               |
| Algemene begraafplaats | Begraafplaats en -onderdl | 1872-1873                   |                                  | Amersfoortseweg links        | 52° 2' 26" NB, 5° 20' 43" OL | 508723 | Algemene begraafplaats                          |
| Algemene Begraafplaats: baarhuisje | Begraafplaats en -onderdl | 1873                        |                                  | Amersfoortseweg links        | 52° 2' 26" NB, 5° 20' 43" OL | 508724 | Meer afbeeldingen                               |
| Zonheuvel: poortgebouw op U-vormige plattegrond | Bijgebouwen kastelen enz. | 1903                        |                                  | Amersfoortseweg 96           | 52° 2' 58" NB, 5° 21' 15" OL | 508726 | Zonheuvel: poortgebouw op U-vormige plattegrond |
| Maarten Maartenshuis | Kasteel, buitenplaats     | 1902                        |                                  | Amersfoortseweg 98           | 52° 2' 58" NB, 5° 21' 15" OL | 508727 | Meer afbeeldingen                               |
| Beukenrode: park | Tuin, park en plantsoen   | 1850-1860                   |                                  | Beukenrodelaan bij 2         | 52° 2' 19" NB, 5° 18' 48" OL | 508729 | Meer afbeeldingen                               |
| Beukenrode: landhuis | Kasteel, buitenplaats     | 1873                        | H.J. van den Brink               | Beukenrodelaan 2             | 52° 2' 19" NB, 5° 18' 48" OL | 508730 | Meer afbeeldingen                               |
| Beukenrode: speelhuisje | Bijgebouwen kastelen enz. | 1873                        |                                  | Beukenrodelaan bij 2         | 52° 2' 19" NB, 5° 18' 48" OL | 508731 | Meer afbeeldingen                               |
| Aardenburg: landhuis | Kasteel, buitenplaats     | 1865                        |                                  | Driebergsestraatweg 1        | 52° 2' 5" NB, 5° 19' 59" OL  | 508733 | Meer afbeeldingen                               |
| Aardenburg: park | Tuin, park en plantsoen   | 1860-1865                   |                                  | Driebergsestraatweg bij 1    | 52° 1' 59" NB, 5° 19' 49" OL | 508734 | Meer afbeeldingen                               |
| Watertoren | Nutsbedrijf               | 1902-1903                   | Visser & Smit Hanab              | Woestduinlaan 55             | 52° 2' 32" NB, 5° 19' 53" OL | 508750 | Meer afbeeldingen                               |
| Watertoren: Pomphuis | Nutsbedrijf               | 1903                        | Visser & Smit Hanab              | Woestduinlaan 55a            | 52° 2' 32" NB, 5° 19' 53" OL | 508751 | Meer afbeeldingen                               |
| Hydepark: IJskelder villa La Fôret | Tuin, park en plantsoen   | 1891-1900                   |                                  | Broekweg bij 7               | 52° 2' 49" NB, 5° 19' 4" OL  | 508752 | Upload foto                                     |
| Schaapskooi | Boerderij                 | rond 1850                   |                                  | Buntlaan in de bocht         | 52° 1' 9" NB, 5° 21' 60" OL  | 508753 | Meer afbeeldingen                               |
| Schaapskooi | Boerderij                 | 1905                        |                                  | voorbij Buurtweg 12          | 52° 1' 24" NB, 5° 22' 40" OL | 508754 | Meer afbeeldingen                               |
| Villa Espéranza | Woonhuis                  | 1890                        |                                  | Dorpsstraat 5                | 52° 2' 7" NB, 5° 20' 17" OL  | 508755 | Meer afbeeldingen                               |
| Villa Vredehoeve | Woonhuis                  | 1884                        |                                  | Leersumsestraatweg 2         | 52° 2' 1" NB, 5° 21' 23" OL  | 508756 | Villa Vredehoeve                                |
| Villa Hoog Zand | Woonhuis                  | 1939                        | Gerrit Rietveld                  | Maarsbergseweg 3             | 52° 2' 10" NB, 5° 22' 9" OL  | 508757 | Villa Hoog Zand                                 |
| Schaapskooi | Boerderij                 | 1876                        |                                  | Sandenburgerlaan             | 52° 1' 5" NB, 5° 21' 24" OL  | 508758 | Schaapskooi                                     |
| Kasteel Moersbergen: hoofdgebouw | Kasteel, buitenplaats     | 1400-1500                   |                                  | Moersbergselaan 17           | 52° 1' 38" NB, 5° 19' 12" OL | 511554 | Meer afbeeldingen                               |
| Kasteel Moersbergen: tuin- en parkaanleg | Tuin, park en plantsoen   | 1706                        |                                  | Moersbergselaan bij 17       | 52° 1' 49" NB, 5° 19' 13" OL | 511556 | Meer afbeeldingen                               |
| Kasteel Moersbergen: bakstenen boogbrug | Tuin, park en plantsoen   |                             |                                  | Moersbergselaan bij 17       | 52° 1' 38" NB, 5° 19' 12" OL | 511557 | Upload foto                                     |
| Kasteel Moersbergen: toegangshek zuidingang | Tuin, park en plantsoen   | 1850-1900                   |                                  | Moersbergselaan bij 17       | 52° 1' 31" NB, 5° 19' 7" OL  | 511558 | Meer afbeeldingen                               |
| Kasteel Moersbergen: koetshuis | Bijgebouwen kastelen enz. | 1860                        | J.W.H. Berden(1926 herbouw)      | Moersbergselaan 6            | 52° 1' 40" NB, 5° 19' 7" OL  | 511559 | Meer afbeeldingen                               |
| Kasteel Moersbergen: tuinmanswoning | Bijgebouwen kastelen enz. | 1899                        |                                  | Moersbergselaan 4            | 52° 1' 42" NB, 5° 19' 8" OL  | 511560 | Meer afbeeldingen                               |
| Kasteel Moersbergen: tuinmuur | Tuin, park en plantsoen   | 1850-1900                   |                                  | Moersbergselaan 17           | 52° 1' 42" NB, 5° 19' 7" OL  | 511561 | Meer afbeeldingen                               |
| Kasteel Moersbergen: dubbele arbeiderswoning | Bijgebouwen kastelen enz. | 1900                        |                                  | Moersbergselaan 13           | 52° 1' 44" NB, 5° 19' 22" OL | 511562 | Meer afbeeldingen                               |
| Kasteel Moersbergen: langhuisboerderij Keizerswaard | Bijgebouwen kastelen enz. | 1922                        |                                  | Moersbergselaan 2            | 52° 1' 56" NB, 5° 19' 15" OL | 511563 | Meer afbeeldingen                               |
| Kasteel Moersbergen: dubbele dienstwoning | Bijgebouwen kastelen enz. | 1875-1925                   |                                  | Moersbergselaan 5            | 52° 1' 57" NB, 5° 19' 17" OL | 511564 | Meer afbeeldingen                               |
| Kasteel Moersbergen: dienstwoning De Oude Molen | Bijgebouwen kastelen enz. | 1913                        |                                  | Moersbergselaan 9            | 52° 1' 57" NB, 5° 19' 19" OL | 511565 | Meer afbeeldingen                               |
| De Ruiterberg: poortgebouw begraafplaats | Begraafplaats en -onderdl | 1917                        | J.C. Wentinck                    | Maarsbergseweg 2             | 52° 2' 23" NB, 5° 22' 22" OL | 513945 | Meer afbeeldingen                               |
| De Ruiterberg: tuin- en parkaanleg | Tuin, park en plantsoen   | 1917                        |                                  | Maarsbergseweg bij 6         | 52° 2' 16" NB, 5° 22' 37" OL | 513947 | Meer afbeeldingen                               |
| De Ruiterberg: jachthuis | Bijgebouwen kastelen enz. | 1916                        | J.C. Wentink                     | Maarsbergseweg bij 6         | 52° 2' 17" NB, 5° 22' 28" OL | 513948 | Meer afbeeldingen                               |
| De Ruiterberg: ijskelder | Tuin, park en plantsoen   | 1917                        |                                  | Maarsbergseweg bij 6         | 52° 2' 24" NB, 5° 22' 30" OL | 513949 | Upload foto                                     |
| Hydepark: historische tuin- en parkaanleg | Tuin, park en plantsoen   |                             |                                  | Driebergsestraatweg bij 34   | 52° 2' 29" NB, 5° 18' 27" OL | 530562 | Meer afbeeldingen                               |
| Hydepark: portierswoning | Dienstwoning              | 1887                        | J.N. Landré                      | Driebergsestraatweg 34       | 52° 2' 29" NB, 5° 18' 27" OL | 530563 | Meer afbeeldingen                               |
| Hydepark: langhuisboerderij | Boerderij                 | 1885-1888                   | J.N. Landré                      | Driebergsestraatweg bij 34   | 52° 2' 52" NB, 5° 18' 20" OL | 530564 | Meer afbeeldingen                               |
| Hydepark: paardenstal | Boerderij                 |                             |                                  | Driebergsestraatweg bij 34   | 52° 2' 51" NB, 5° 18' 20" OL | 530565 | Meer afbeeldingen                               |
| Hydepark: varkensstal | Boerderij                 |                             |                                  | Driebergsestraatweg bij 34   | 52° 2' 52" NB, 5° 18' 19" OL | 530566 | Meer afbeeldingen                               |
| Hydepark: portierswoning | Dienstwoning              |                             | J.N. Landré                      | Driebergsestraatweg 52       | 52° 2' 39" NB, 5° 18' 7" OL  | 530567 | Meer afbeeldingen                               |
| Hydepark: houten tuinprieel | Tuin, park en plantsoen   |                             |                                  | Driebergsestraatweg bij 50   | 52° 2' 36" NB, 5° 18' 32" OL | 530568 | Meer afbeeldingen                               |
| Hydepark: tuinmanswoning | Bijgebouwen kastelen enz. |                             | J.N. Landré                      | Hydeparklaan 8               | 52° 2' 51" NB, 5° 18' 13" OL | 530569 | Meer afbeeldingen                               |
| Hydepark: orangerie | Tuin, park en plantsoen   |                             |                                  | Hydeparklaan 10              | 52° 2' 49" NB, 5° 18' 15" OL | 530570 | Meer afbeeldingen                               |
| Hydepark: ijskelder | Tuin, park en plantsoen   | 1887                        |                                  | Hydeparklaan bij 10          | 52° 2' 47" NB, 5° 18' 10" OL | 530571 | Meer afbeeldingen                               |
| Hydepark: grot | Tuin, park en plantsoen   |                             |                                  | Oude Arnhemse Bovenweg bij 5 | 52° 3' 1" NB, 5° 18' 43" OL  | 530572 | Meer afbeeldingen                               |
| Hydepark: rotspartijen met brug | Tuin, park en plantsoen   |                             |                                  | Driebergsestraatweg bij 34   | 52° 2' 56" NB, 5° 18' 14" OL | 530573 | Meer afbeeldingen                               |
| Hydepark: rotspartijen | Tuin, park en plantsoen   |                             |                                  | Driebergsestraatweg bij 34   | 52° 2' 29" NB, 5° 18' 27" OL | 530574 | Upload foto                                     |
| Hydepark: tuinmanswoning | Bijgebouwen kastelen enz. |                             |                                  | Driebergsestraatweg bij 34   | 52° 2' 29" NB, 5° 18' 27" OL | 530575 | Meer afbeeldingen                               |
| Hydepark: houtloods | Opslag                    |                             |                                  | Driebergsestraatweg bij 34   | 52° 2' 29" NB, 5° 18' 27" OL | 530576 | Upload foto                                     |
| Hydepark: noordelijke moestuinmuur | Bijgebouwen kastelen enz. |                             |                                  | Driebergsestraatweg bij 34   | 52° 2' 43" NB, 5° 18' 53" OL | 530577 | Meer afbeeldingen                               |
| Hydepark: oostelijke moestuinmuur | Bijgebouwen kastelen enz. |                             |                                  | Driebergsestraatweg bij 34   | 52° 2' 42" NB, 5° 18' 55" OL | 530578 | Meer afbeeldingen                               |
| Hydepark: westelijke moestuinmuur | Tuin, park en plantsoen   |                             |                                  | Driebergsestraatweg bij 34   | 52° 2' 43" NB, 5° 18' 51" OL | 530579 | Meer afbeeldingen                               |
| Hydepark: stookhuisje | Boerderij                 |                             |                                  | Driebergsestraatweg bij 34   | 52° 2' 43" NB, 5° 18' 53" OL | 530580 | Meer afbeeldingen                               |
| Hydepark: druivenkas | Tuin, park en plantsoen   |                             |                                  | Driebergsestraatweg bij 34   | 52° 2' 42" NB, 5° 18' 56" OL | 530581 | Meer afbeeldingen                               |
| Hydepark: perzikenkas | Tuin, park en plantsoen   |                             |                                  | Driebergsestraatweg bij 34   | 52° 2' 43" NB, 5° 18' 54" OL | 530582 | Meer afbeeldingen                               |
| Hydepark: tabletten- of palmenkas | Tuin, park en plantsoen   |                             |                                  | Driebergsestraatweg bij 34   | 52° 2' 43" NB, 5° 18' 52" OL | 530583 | Meer afbeeldingen                               |
| Hydepark: tabletten- of zaaikas | Tuin, park en plantsoen   |                             |                                  | Driebergsestraatweg bij 34   | 52° 2' 43" NB, 5° 18' 53" OL | 530584 | Meer afbeeldingen                               |
| Hydepark: muur of vijgenkas | Tuin, park en plantsoen   |                             |                                  | Driebergsestraatweg bij 34   | 52° 2' 43" NB, 5° 18' 51" OL | 530585 | Meer afbeeldingen                               |
| Hydepark: noordelijke broeibakken | Tuin, park en plantsoen   |                             |                                  | Driebergsestraatweg bij 34   | 52° 2' 43" NB, 5° 18' 52" OL | 530586 | Meer afbeeldingen                               |
| Hydepark: westelijke broeibak | Tuin, park en plantsoen   |                             |                                  | Driebergsestraatweg bij 34   | 52° 2' 43" NB, 5° 18' 51" OL | 530587 | Meer afbeeldingen                               |
| Hydepark: zuidelijk moestuinhek | Tuin, park en plantsoen   |                             |                                  | Driebergsestraatweg bij 34   | 52° 2' 29" NB, 5° 18' 27" OL | 530588 | Meer afbeeldingen                               |
| Hydepark: waterreservoirs | Tuin, park en plantsoen   |                             |                                  | Driebergsestraatweg bij 34   | 52° 2' 29" NB, 5° 18' 27" OL | 530589 | Upload foto                                     |
| Hydepark: zuidelijke bloemen- of rozentuinmuur | Tuin, park en plantsoen   |                             |                                  | Driebergsestraatweg bij 34   | 52° 2' 41" NB, 5° 18' 50" OL | 530590 | Meer afbeeldingen                               |
| Hydepark: bloemen- of rozentuinhekken | Tuin, park en plantsoen   |                             |                                  | Driebergsestraatweg bij 34   | 52° 2' 29" NB, 5° 18' 27" OL | 530591 | Meer afbeeldingen                               |